# Jigael Jadin

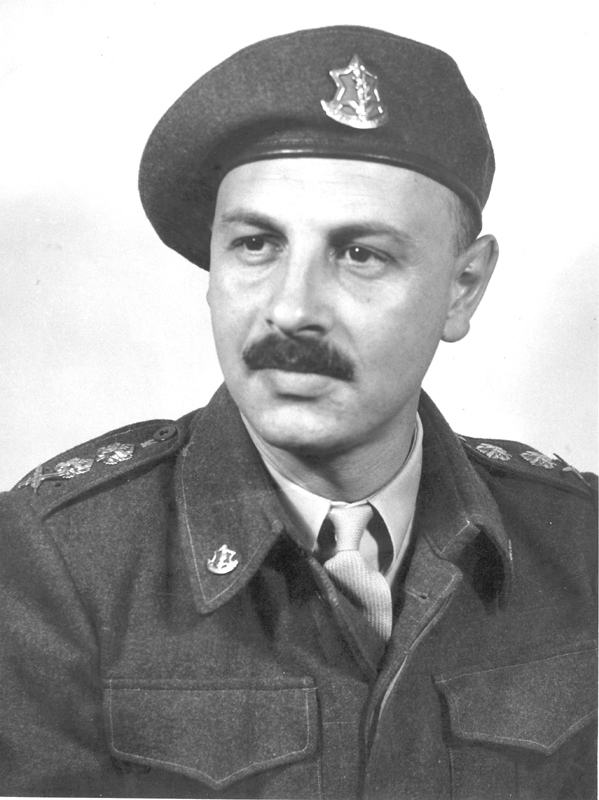
Jigaʾel Jadin als Generalstabschef der israelischen Streitkräfte

Jigael Jadin, auch Yigael Yadin geschrieben  hebräisch יִגָּאֵל יָדִין (ursprünglich Jigael Sukenik; geboren 20. März 1917 in Jerusalem/Osmanisches Reich, gestorben 28. Juni 1984 in Hadera/Israel) war ein israelischer Archäologe, Politiker und Generalstabschef der Streitkräfte.
Seinen Tarnnamen Jadin nahm er 1939 an, um seine Aktivitäten für die jüdische Untergrundarmee Hagana vor den britischen Behörden zu verschleiern. Jadin heiratete 1941 Arthur Ruppins drittgeborenes Kind, Carmela Ruppin (1921–1976), mit der er zwei Töchter (Orli und Lital) hatte.

## Leben

### Herkunft und Jugend
Jadin wuchs im Jerusalemer Stadtteil Rechavia in einer der wohlhabendsten jüdischen Familien Palästinas auf. Er war ein Sohn des Archäologen und Epigraphikers Eleasar (Elieser) Sukenik.

### Karriere in der Hagana und den regulären israelischen Streitkräften
Jadin trat im Alter von 15 Jahren der Hagana bei und diente in verschiedensten Stellungen. Im Alter von 23 wurde er von Jaakow Dori, der gerade erst den neu geschaffenen Posten des Generalstabschefs der Hagana erklommen hatte, zu seinem persönlichen Assistenten ernannt. Nach einem Streit mit seinem Kommandeur Jitzchak Sadeh über die Einführung eines Maschinengewehrs als Teil der Standardausrüstung verließ Jadin 1946 die Hagana. Kurze Zeit vor der israelischen Unabhängigkeitserklärung – er studierte inzwischen an der Hebräischen Universität – wurde er im Jahr 1947 von David Ben Gurion in den aktiven Dienst zurückgerufen. Am 21. Juni 1948 ließ er auf Befehl Ben Gurions die Altalena, ein Schiff der jüdischen Terrororganisation Irgun, stürmen. Im Palästinakrieg (1948) diente er auf verschiedenen Posten und war für einige Schlüsselentscheidungen, die zum erfolgreichen Ausgang des Krieges führten, verantwortlich.
Jadin wurde am 9. November 1949 nach dem Rücktritt Jaakow Doris zum zweiten Generalstabschef der israelischen Streitkräfte ernannt und hatte diese Funktion drei Jahre inne. In dieser Zeit organisierte er das Berufsheer, die Reserve und das System des verpflichtenden Militärdienstes.
Am 7. Dezember 1952 trat er nach Meinungsverschiedenheiten mit Verteidigungsminister Ben Gurion über Einsparungen im Verteidigungsbudget von seinem Posten zurück. Im Alter von 35 Jahre war damit seine militärische Karriere beendet.

### Der Archäologe Jadin
Nach seiner Militärzeit widmete sich Jadin wissenschaftlichen Studien und begann sein Lebenswerk als Archäologe. 1956 erhielt er den Israel-Preis für Jüdische Studien als Auszeichnung für seine Doktorarbeit (1955) über die Schriftrollen vom Toten Meer. Er nahm Ausgrabungen an bedeutenden historischen Stätten wie Qumran, Masada, Hazor, Gezer und Megiddo vor.
Jadin machte auch einen Zufallsfund in den Höhlen im Nachal Chever, wo er Briefe des jüdischen Freiheitskämpfers Bar Kochba, juristische Schriftstücke und Haushaltsgegenstände aus der Zeit Bar Kochbas ausgrub. Im Jahr 1970 wurde Jadin Lehrstuhlinhaber des Archäologischen Instituts der Hebräischen Universität.
Jadin war während seiner Tätigkeit mehrmals mit dem Diebstahl bedeutender Artefakte – auch durch bekannte politische und militärische Persönlichkeiten des Landes – konfrontiert. Zu einem Fall, in dem der Diebstahl dem stets eine Augenklappe tragenden General und Minister Mosche Dajan angelastet wurde, bemerkte Jadin: „Ich weiß, wer das getan hat, und werde nicht sagen, wer es ist. Aber wenn ich ihn erwische, werde ich ihm auch sein anderes Auge ausstechen.“
Seit 1964 war Jadin Mitglied der Israelischen Akademie der Wissenschaften. 1966 wurde er zum korrespondierenden Mitglied der British Academy gewählt.

### Das Wirken Jadins als Politiker
Am Vorabend des Sechstagekrieges (1967) diente Jadin Ministerpräsident Levi Eschkol als Militärberater und war nach dem Jom-Kippur-Krieg (1973) Mitglied der Agranat-Kommission, die Fehler der Regierung im Vorfeld des Krieges untersuchen sollte.

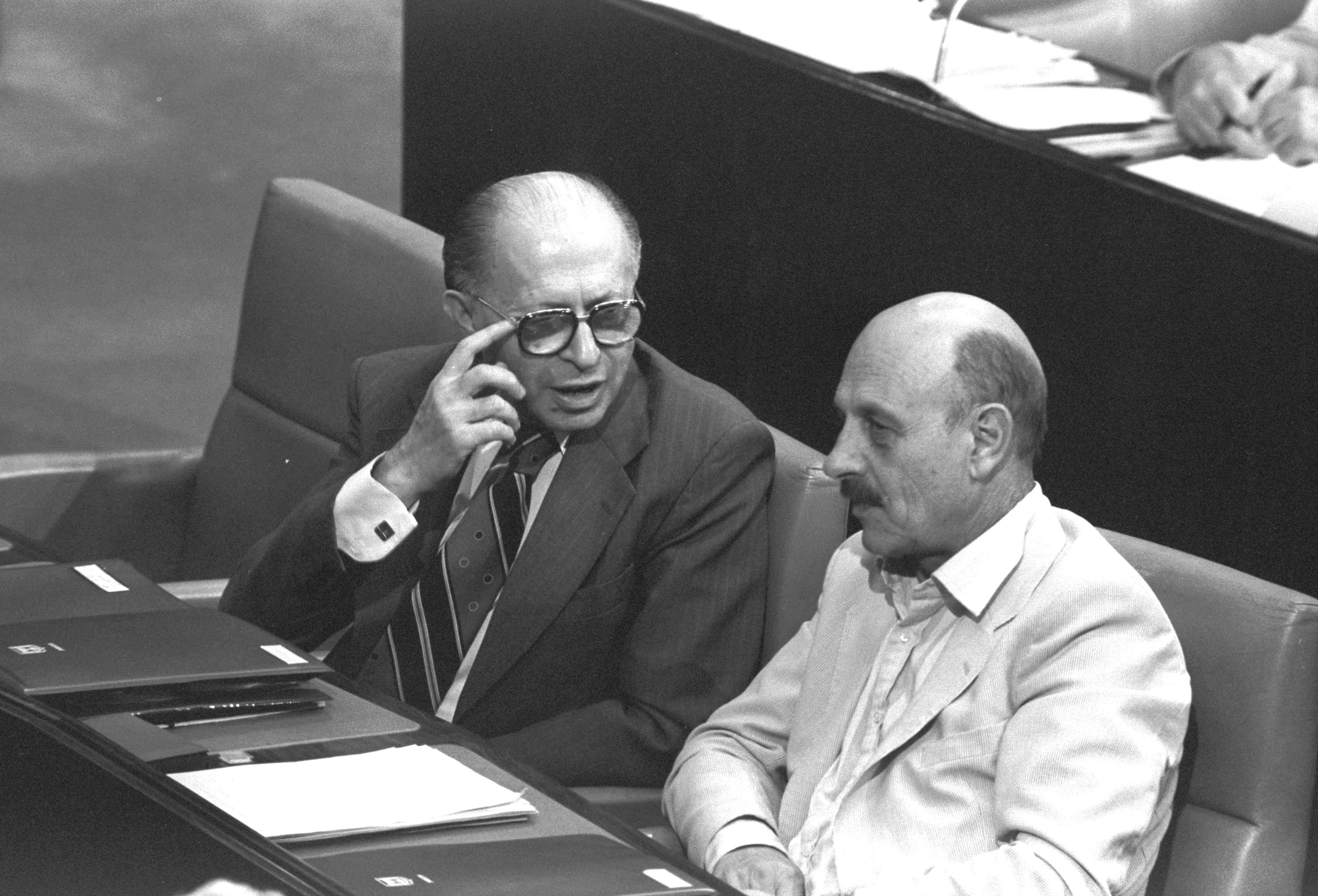
Menachem Begin und Jigael Jadin im Jahr 1980 auf der Regierungsbank der Knesset

1976 gründete Jadin die Tnua Demokratit le-Schinui (bekannt unter dem hebräischen Akronym Da"Sch) zusammen mit Professor Amnon Rubinstein, Schmuel Tamir, Meir Sorea, Meir Amit und anderen Persönlichkeiten. Die neue Partei schien eine geeignete politische Heimat für diejenigen Israelis, die mit der vermeintlichen Korruption in der seit Jahrzehnten regierenden Arbeitspartei unzufrieden waren: der Affäre um Ascher Jadlin, dem Selbstmord des Wohnungsbauministers Avraham Ofer und dem illegalen Dollar-Konto Leah Rabins. Außerdem schien DaSch eine Antwort auf das wachsende Frustrationsgefühl nach dem Krieg von 1973 und seine Folgen für das soziale und politische System in Israel. Viele hielten Jadin für einen Kämpfer und Gelehrten und damit für den Prototyp des idealen Israelis, der unbeeinträchtigt von Korruption das Land auf einen neuen Weg führen könnte.
In den Wahlen von 1977 schlug sich seine Partei bemerkenswert gut dafür, dass sie zum ersten Mal antrat. Sie gewann 15 der 120 Knessetsitze, und der Vorsitzende des Likud, Menachem Begin, konnte mit ihr eine Koalitionsregierung bilden, die zum ersten Mal in der israelischen Geschichte die Arbeitspartei von der Regierungsverantwortung ausschloss. Als stellvertretender Ministerpräsident spielte Jadin in der Folgezeit eine Schlüsselrolle in vielen Entscheidungen, besonders in Bezug auf die Kontakte zu Ägypten, die zum Camp-David-Abkommen und dem israelisch-ägyptischen Friedensvertrag führten. Trotzdem konnte sich die DaSch nicht in der Parteienlandschaft Israels halten; sie teilte sich in verschiedene Splittergruppen auf, sodass sie bereits zu den Wahlen von 1981 nicht mehr in ihrer ursprünglichen Zusammensetzung antrat.
Im selben Jahr zog sich Jadin aus der Politik zurück, und er starb am 28. Juni 1984 in Hadera.

## Schriften (Auswahl)
- Die Tempelrolle. Die verborgene Thora vom Toten Meer. Knaus, München u. a. 1985, ISBN 3-8135-0600-2 (englisches Original: The Temple Scroll).
- Masada. Der letzte Kampf um die Festung des Herodes. Hoffmann und Campe, Hamburg 1983, ISBN 3-455-08700-0.
- Hazor. Die Wiederentdeckung der Zitadelle König Salomos. Hoffmann und Campe, Hamburg 1976, ISBN 3-455-08969-0.
- Bar Kochba. Archäologen auf den Spuren des letzten Fürsten von Israel. Hoffmann und Campe, Hamburg 1971, ISBN 3-455-08702-7.